# Bruno Cremer

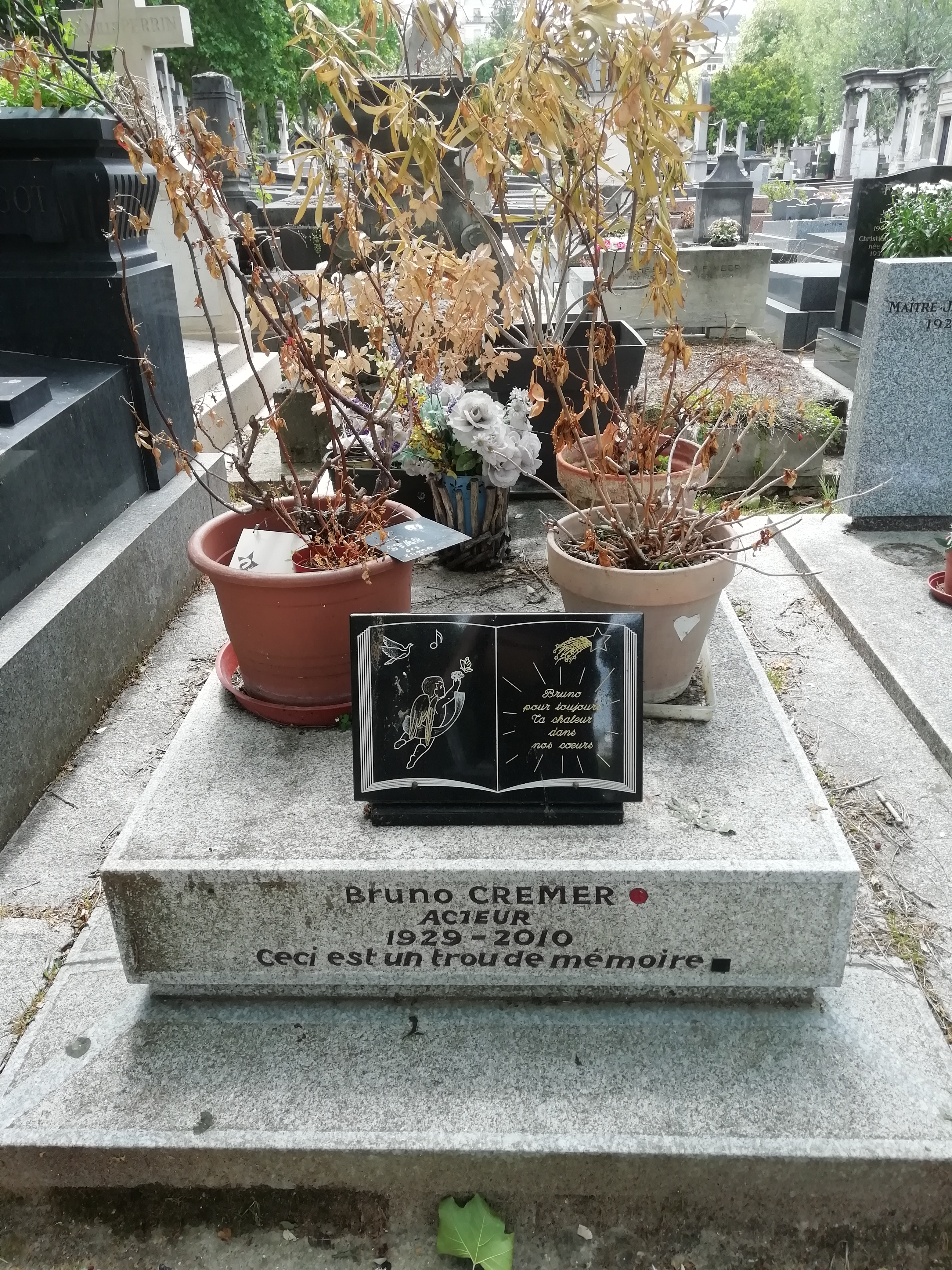
Síremléke

Bruno Jean Marie Cremer (Saint-Mandé, 1929. október 6. – Párizs, 2010. augusztus 7.) belga származású francia színész, Maigret felügyelő legismertebb alakítója.

## Életpályája
A Párizshoz közeli Saint-Mandéban született. Anyja zenész, apja üzletember volt. Gyermekkorát többnyire Párizsban töltötte. 
A párizsi konzervatóriumban Jean-Paul Belmondo színésztársa volt, akivel összebarátkozott, és egy filmben, az 1976-os A fejvadászban is együtt alakították a főbb szerepeket. 2008-ban megkapta a Francia Köztársaság Becsületrendjét. Egész életében nagy dohányos volt, nyelv- és gégerákban halt meg. Két házasságából egy fia (író, zenész, fényképész) és két lánya született. Temetésén jelen volt Belmondo, valamint Jean Rochefort, Claude Rich, Jean-Claude Brisseau és még több másik színész és rendező, akikkel Cremer munka- és baráti kapcsolatokat ápolt. Testét a párizsi Montparnasse-i temetőben helyezték örök nyugalomra.

## Munkássága
Színészkarrierje az 1950-es években kezdődött, különböző színpadi szerepekkel, majd számos mozi- és tévéfilmben játszott. Legismertebb alakítása a Georges Simenon regényeiből készült francia televíziós sorozat Maigret felügyelője 1991 és 2005 között.

## Filmjei (válogatás)
- Maigret karácsonya (francia krimi, 92 perc, 2005)
- Maigret és az árnyjáték (francia krimi, 91 perc, 2004)
- Maigret és a társalkodónő (francia-belga-svájci krimi, 105 perc, 2004)
- Maigret és a hét kis kereszt (francia-belga krimi, 87 perc, 2004)
- Maigret és a hajléktalan (francia krimi, 83 perc, 2004)
- Maigret és a farkatlan kismalacok (francia krimi, 85 perc, 2004)
- Maigret az orvosnál (francia-belga krimi, 91 perc, 2004)
- Maigret aggályai (francia krimi, 87 perc, 2004)
- Maigret a panzióban (francia krimi, 94 perc, 2004)
- Maigret: Aláírás Picpus (francia krimi, 96 perc, 2003)
- Maigret kudarca (francia krimi, 96 perc, 2003)
- Maigret és a gyerekkori barát (francia krimi, 91 perc, 2003)
- Az apám (francia filmdráma, 115 perc, 2001)
- Homok alatt (francia filmdráma, 92 perc, 2000)
- Maigret védekezik (francia-belga-svájci krimi, 82 perc, 1993)
- Maigret és a padon üldögélő férfi (francia-belga-svájci-cseh krimi, 85 perc, 1993)
- Maigret és a Majestic pincéi(francia-belga-svájci krimi, 97 perc, 1993)
- Maigret és a csökönyös tanúk (francia-belga-svájci krimi, 91 perc, 1993)
- A türelmes Maigret  (francia-belga-svájci krimi, 81 perc, 1993)
- Maigret: Éjszaka az útkereszteződésben  (francia-belga-svájci krimi, 89 perc, 1992)
- Maigret és a bíró háza (francia krimi, 96 perc, 1992)
- Maigret a flamandoknál (francia-belga-svájci krimi, 84 perc, 1992)
- Maigret - Az éjszaka örömei (francia-belga-svájci krimi, 82 perc, 1992)
- Maigret - A nyakigláb cica (francia-belga-svájci krimi, 95 perc, 1991)
- Falsch színész (francia-belga háborús filmdráma, 82 perc, 1987)
- Fanny, a kócos  (spanyol-francia thriller, 100 perc, 1984)
- Az 512-es matróz (francia dráma, 91 perc, 1984)
- Spion, ébresztő  (francia-svájci filmdráma, 98 perc, 1982)
- A kockázat ára (francia fantasztikus kalandfilm, 100 perc, 1982)
- A védő és a gyilkos  (francia játékfilm, 103 perc, 1980)
- Egyszerű eset  (francia-német-NDK filmdráma, 105 perc, 1978)
- A félelem ára (amerikai thriller, 116 perc, 1977)
- A fejvadász (francia thriller, 110 perc, 1976)
- Az orchidea húsa (francia-olasz-NSZK filmdráma, 115 perc, 1974)
- Felszólítás nélkül  (francia krimi, 105 perc, 1973)
- Közöny (olasz-francia filmdráma, 108 perc, 1967)